# Volta a Cataluña 1936
La Volta a Cataluña 1936 fue la 18.ª edición de la Volta a Cataluña. Se disputó en 9 etapas del 13 al 21 de junio de 1936 con un total de 1.473 km. El vencedor final fue el español Mariano Cañardo.

## Etapas
| Etapa | Fecha       | Ciudades de etapa                         | km    | Vencedor de la etapa | Líder de la general |
| ----- | ----------- | ----------------------------------------- | ----- | -------------------- | ------------------- |
| 1º    | 13 de junio | Barcelona - Manlleu                       | 116,0 | Antonio Destrieux    | Antonio Destrieux   |
| 2º    | 14 de junio | Manlleu - Gerona                          | 185,0 | Joseph Huts          | Alfons Schepers     |
| 3º    | 15 de junio | Gerona - Figueras                         | 165,0 | Joseph Huts          | Alfons Schepers     |
| 4º    | 16 de junio | Figueras - Manresa                        | 246,0 | Mariano Cañardo      | Frans Bonduel       |
| 5º    | 17 de junio | Manresa - Lérida                          | 162,0 | Federico Ezquerra    | Frans Bonduel       |
| 6º    | 18 de junio | Lérida - Valls                            | 174,0 | Mariano Cañardo      | Frans Bonduel       |
| 7º    | 19 de junio | Valls - Tarragona                         | 237,0 | Frans Bonduel        | Frans Bonduel       |
| 8º    | 20 de junio | Tarragona - Villafranca del Panadés (CRI) | 49,0  | Mariano Cañardo      | Frans Bonduel       |
| 8º    | 21 de junio | Villafranca del Panadés - Barcelona       | 139,0 | Mariano Cañardo      | Mariano Cañardo     |

### 1ª etapa[1]
13-06-1936: Barcelona - Manlleu. 116,0 km
|   | Ciclista          | Tiempo     |
| - | ----------------- | ---------- |
| 1 | Antonio Destrieux | 3h 16' 10" |
| 2 | José Campamá      | m. t.      |
| 3 | Alfons Schepers   | + 20"      |

|   | Ciclista          | Tiempo     |
| - | ----------------- | ---------- |
| 1 | Antonio Destrieux | 3h 16' 10" |
| 2 | José Campamá      | m. t.      |
| 3 | Alfons Schepers   | + 20"      |

### 2ª etapa[2]
14-06-1936: Manlleu - Gerona. 185,0 km
|   | Ciclista        | Tiempo     |
| - | --------------- | ---------- |
| 1 | Joseph Huts     | 5h 56' 42" |
| 2 | Frans Bonduel   | m. t.      |
| 3 | Alfons Schepers | m. t.      |

|   | Ciclista          | Tiempo     |
| - | ----------------- | ---------- |
| 1 | Alfons Schepers   | 9h 13' 12" |
| 2 | Diego Cháfer      | m. t.      |
| 3 | Federico Ezquerra | m. t.      |

### 3ª etapa
15-06-1936: Gerona - Figueras. 165,0 km
|   | Corredor          | Tiempo     |
| - | ----------------- | ---------- |
| 1 | Joseph Huts       | 4h 56' 50" |
| 2 | John Braspennincx | m. t.      |
| 3 | Mariano Cañardo   | m. t.      |

|   | Ciclista        | Tiempo      |
| - | --------------- | ----------- |
| 1 | Alfons Schepers | 14h 10' 02" |
| 2 | Diego Cháfer    | m. t.       |
| 3 | Joseph Huts     | + 46"       |

### 4ª etapa[3]
16-06-1936: Figueras - Manresa. 246,0 km
|   | Ciclista        | Tiempo     |
| - | --------------- | ---------- |
| 1 | Mariano Cañardo | 8h 17' 15" |
| 2 | Frans Bonduel   | + 10' 16"  |
| 3 | Juan Gimeno     | m. t.      |

|   | Ciclista        | Tiempo      |
| - | --------------- | ----------- |
| 1 | Frans Bonduel   | 22h 40' 21" |
| 2 | Juan Gimeno     | + 03' 28"   |
| 3 | Mariano Cañardo | + 03' 34"   |

### 5ª etapa[4]
17-06-1936: Manresa - Lérida. 162,0 km
|   | Ciclista          | Tiempo     |
| - | ----------------- | ---------- |
| 1 | Federico Ezquerra | 5h 40' 10" |
| 2 | Antonio Destrieux | m. t.      |
| 3 | Antonio Montes    | m. t.      |

|   | Ciclista        | Tiempo      |
| - | --------------- | ----------- |
| 1 | Frans Bonduel   | 28h 23' 01" |
| 2 | Juan Gimeno     | + 01' 28"   |
| 3 | Mariano Cañardo | + 01' 34"   |

### 6ª etapa[5]
18-06-1936: Lérida - Valls. 174,0 km
|   | Corredor          | Tiempo     |
| - | ----------------- | ---------- |
| 1 | Mariano Cañardo   | 6h 06' 27" |
| 2 | Manuel Izquierdo  | + 15"      |
| 3 | Federico Ezquerra | + 36"      |

|   | Ciclista        | Tiempo      |
| - | --------------- | ----------- |
| 1 | Frans Bonduel   | 34h 30' 29" |
| 2 | Mariano Cañardo | + 33"       |
| 3 | Juan Gimeno     | + 01' 28"   |

### 7ª etapa[6]
19-06-1936: Valls - Tarragona. 237,0 km
|   | Corredor          | Tiempo     |
| - | ----------------- | ---------- |
| 1 | Frans Bonduel     | 8h 33' 50" |
| 2 | Antonio Destrieux | m. t.      |
| 3 | Mariano Cañardo   | m. t.      |

|   | Ciclista        | Tiempo      |
| - | --------------- | ----------- |
| 1 | Frans Bonduel   | 43h 04' 19" |
| 2 | Mariano Cañardo | + 33"       |
| 3 | Juan Gimeno     | + 02' 33"   |

### 8ª etapa[7]
20-06-1936:  Tarragona - Villafranca del Panadés. 49,0 km (CRI)
|   | Corredor          | Tiempo     |
| - | ----------------- | ---------- |
| 1 | Mariano Cañardo   | 1h 18' 06" |
| 2 | Frans Bonduel     | + 16"      |
| 3 | Federico Ezquerra | + 39"      |

|   | Ciclista        | Tiempo      |
| - | --------------- | ----------- |
| 1 | Frans Bonduel   | 44h 22' 41" |
| 2 | Mariano Cañardo | + 17"       |
| 3 | Juan Gimeno     | + 05' 18"   |

### 9ª etapa[8]
21-06-1936:  Villafranca del Panadés - Barcelona. 139,0 km
|   | Corredor            | Tiempo     |
| - | ------------------- | ---------- |
| 1 | Federico Ezquerra   | 3h 57' 23" |
| 2 | Antonio Destrieux   | m. t.      |
| 3 | Charles Vandenbalck | m. t.      |

|   | Ciclista        | Tiempo      |
| - | --------------- | ----------- |
| 1 | Mariano Cañardo | 48h 20' 21" |
| 2 | Frans Bonduel   | + 02' 22"   |
| 3 | Juan Gimeno     | + 07' 40"   |

## Clasificación General
|    | Ciclista          | Equipo             | Tiempo      |
| -- | ----------------- | ------------------ | ----------- |
|    | Mariano Cañardo   | Colin              | 48h 20' 21" |
| 2  | Frans Bonduel     | Dilecta            | + 2' 22"    |
| 3  | Juan Gimeno       | P.C. William Tarin | + 7' 40"    |
| 4  | Diego Cháfer      | Orbea              | + 11' 12"   |
| 5  | Federico Ezquerra | Orbea              | + 17' 39"   |
| 6  | Antonio Destrieux | P.C. William Tarin | + 26' 17"   |
| 7  | Manuel Izquierdo  | A.C. Montjuïc      | + 30' 55"   |
| 8  | Antonio Escuriet  | Orbea              | + 36' 08"   |
| 9  | José Botanch      | A.C. Montjuïc      | + 37' 33"   |
| 10 | Joaquín Olmos     | U.C. Barceloneta   | + 47' 32"   |